# Haplophaedia
Genre
Haplophaedia,  (du grec ἁπλόος / haploos (« simple ») et φαιδρός / phaidros (« d'un brillant clair »)) est un genre d'oiseaux-mouches (famille des trochilidés), de la sous-famille des Lesbiinae, et de la tribu des Heliantheini, qui se caractérise, comme son nom scientifique l'indique, par des couleurs de plumage ordinaires sans grand éclat et qui partage avec le genre Eriocnemis la particularité d'avoir les pattes recouvertes d'une touffe de plumes duveteuses, moins volumineuse cependant que celle des Eriocnemis.

## Liste des espèces
D'après la classification de référence (version 2.5, 2010) du Congrès ornithologique international, ce genre est constitué des espèces suivantes (par ordre phylogénique) :
- Haplophaedia aureliae – Érione d'Aurélie
- Haplophaedia assimilis – Érione à pattes rousses
- Haplophaedia lugens – Érione givrée